# Bukulti
Bukulti – jeden z mikrorejonów Rygi – stolicy Łotwy – położony w dystrykcie Vidzeme. Według danych na rok 2021 Bukulti zamieszkiwało 666 osób, a gęstość zaludnienia wyniosła 130 os./km².

## Geografia
Całkowita powierzchnia Bukulti wynosi 5,1 km², czyli prawie 2,5 raza więcej niż średnia powierzchnia wszystkich mikroregionów Rygi.

## Galeria

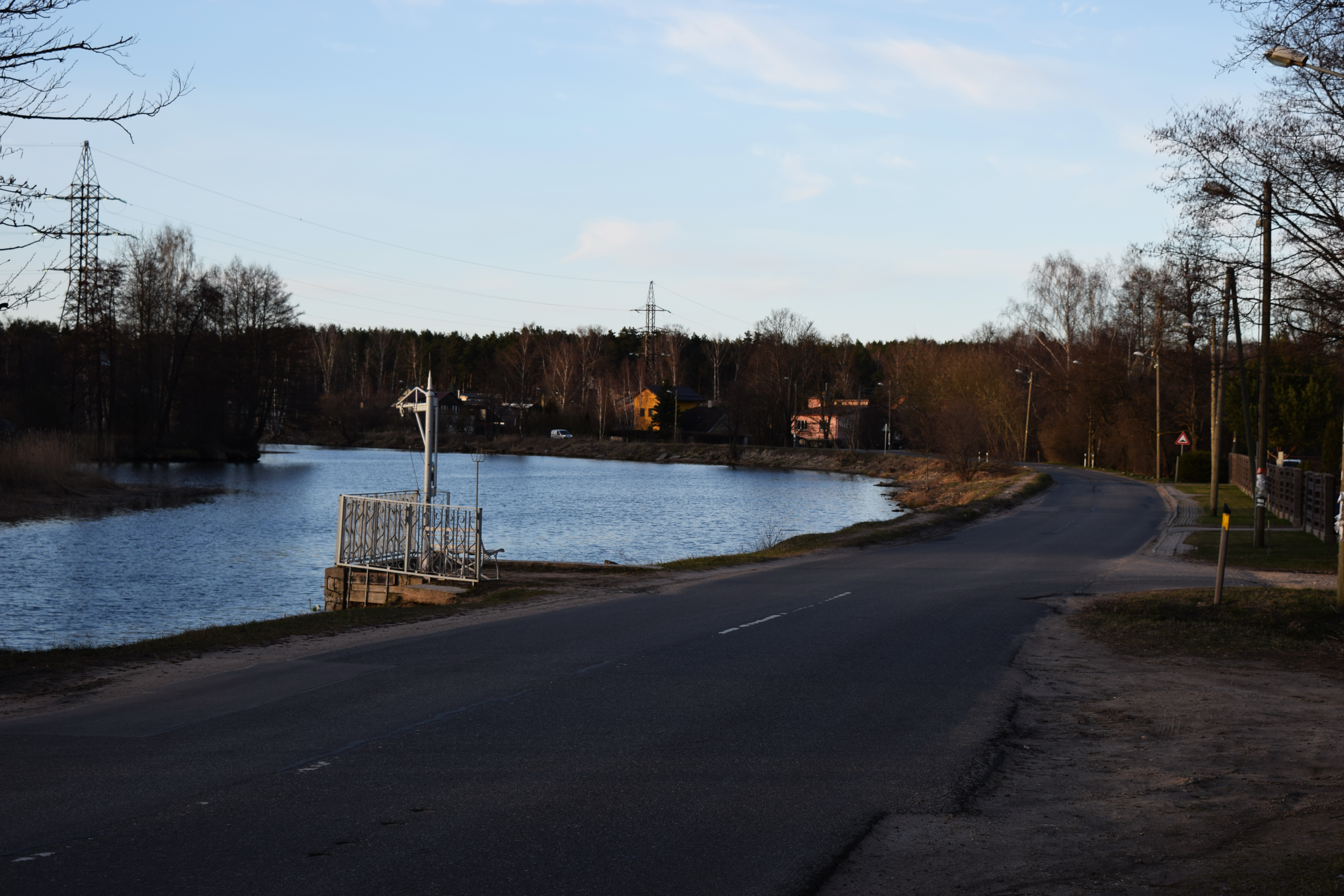
Ulica Kanāla w Bukulti
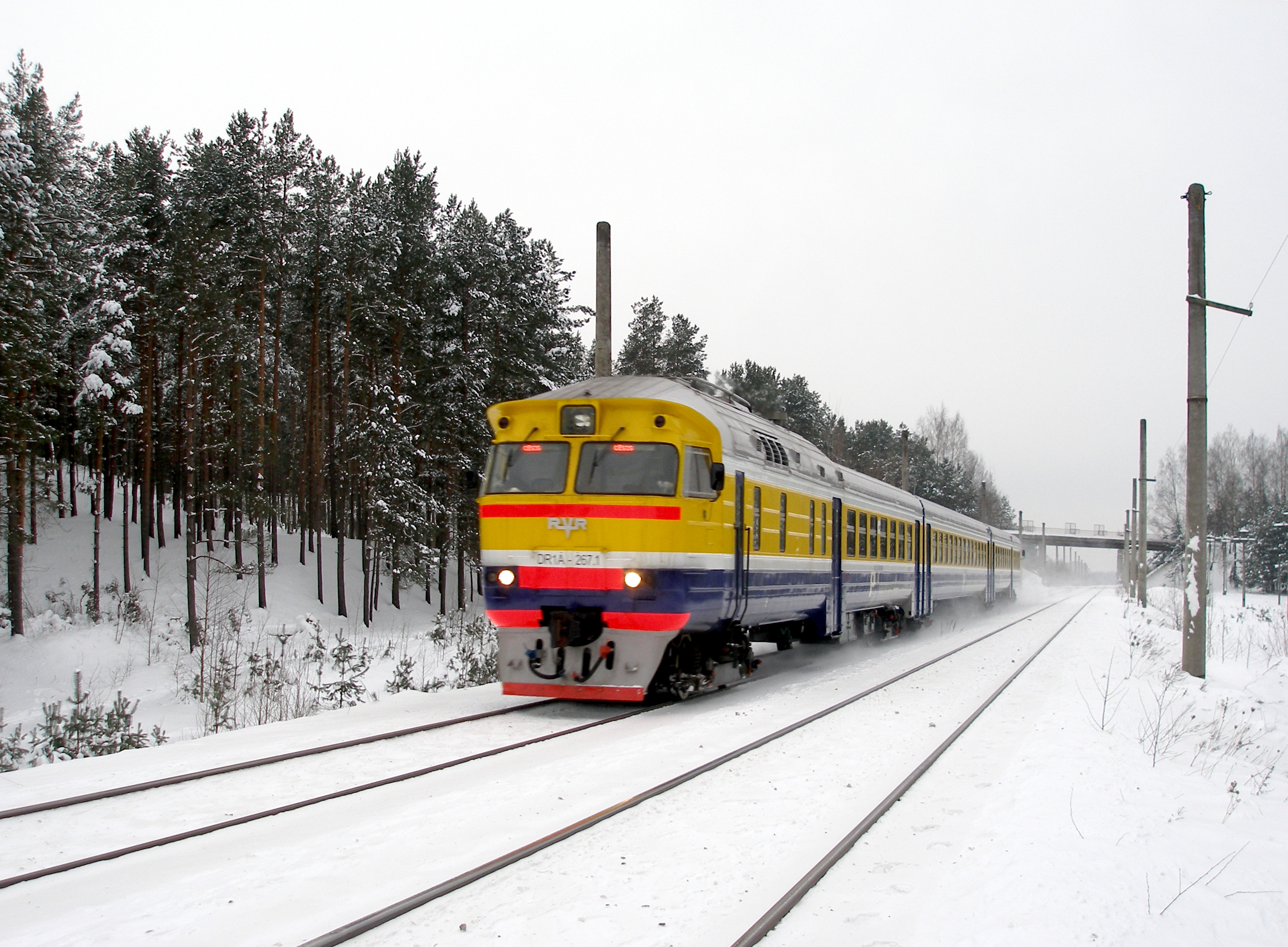
Tory kolejowe w Bukulti
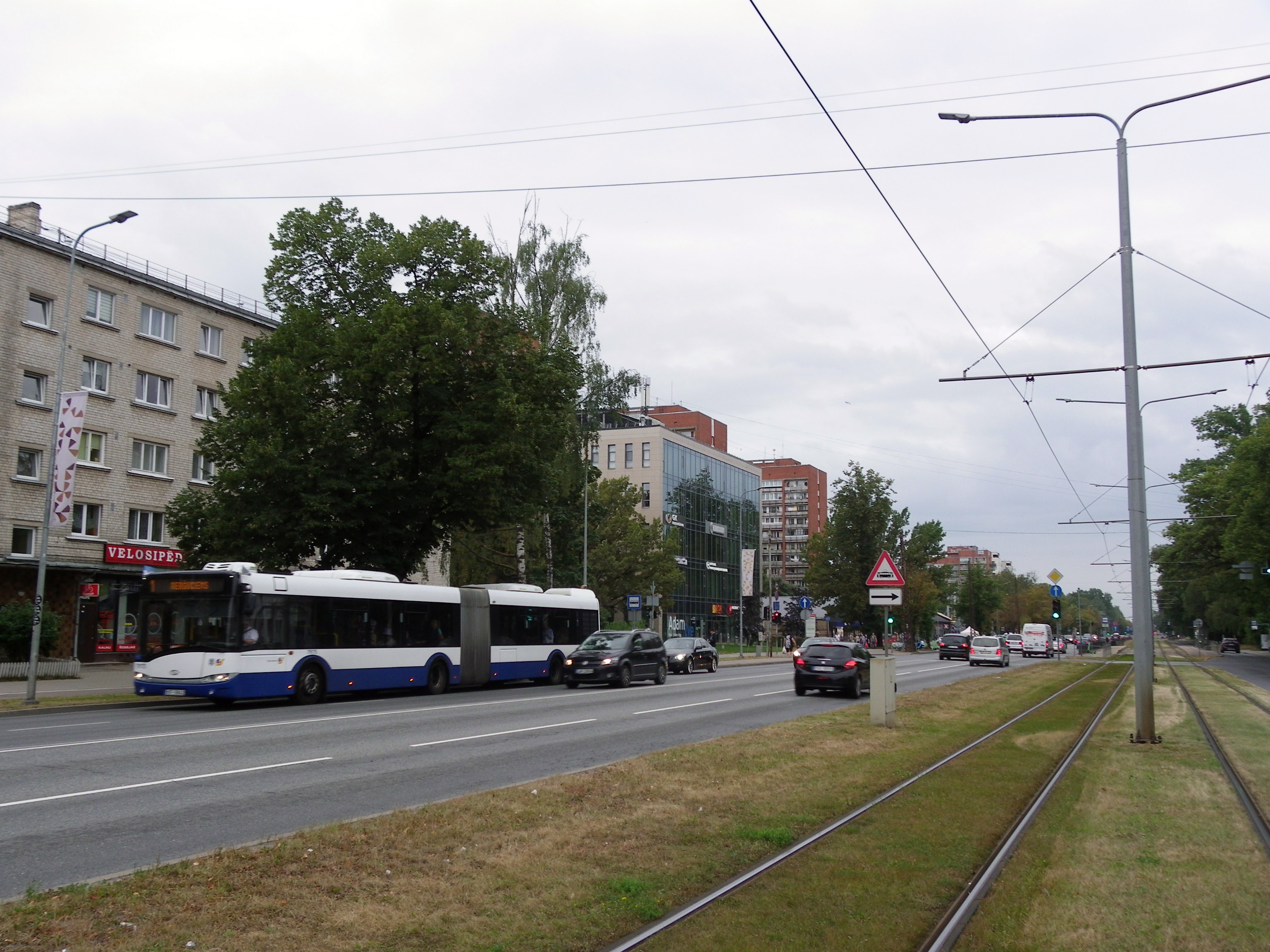
Ulica Brīvības w Bukulti
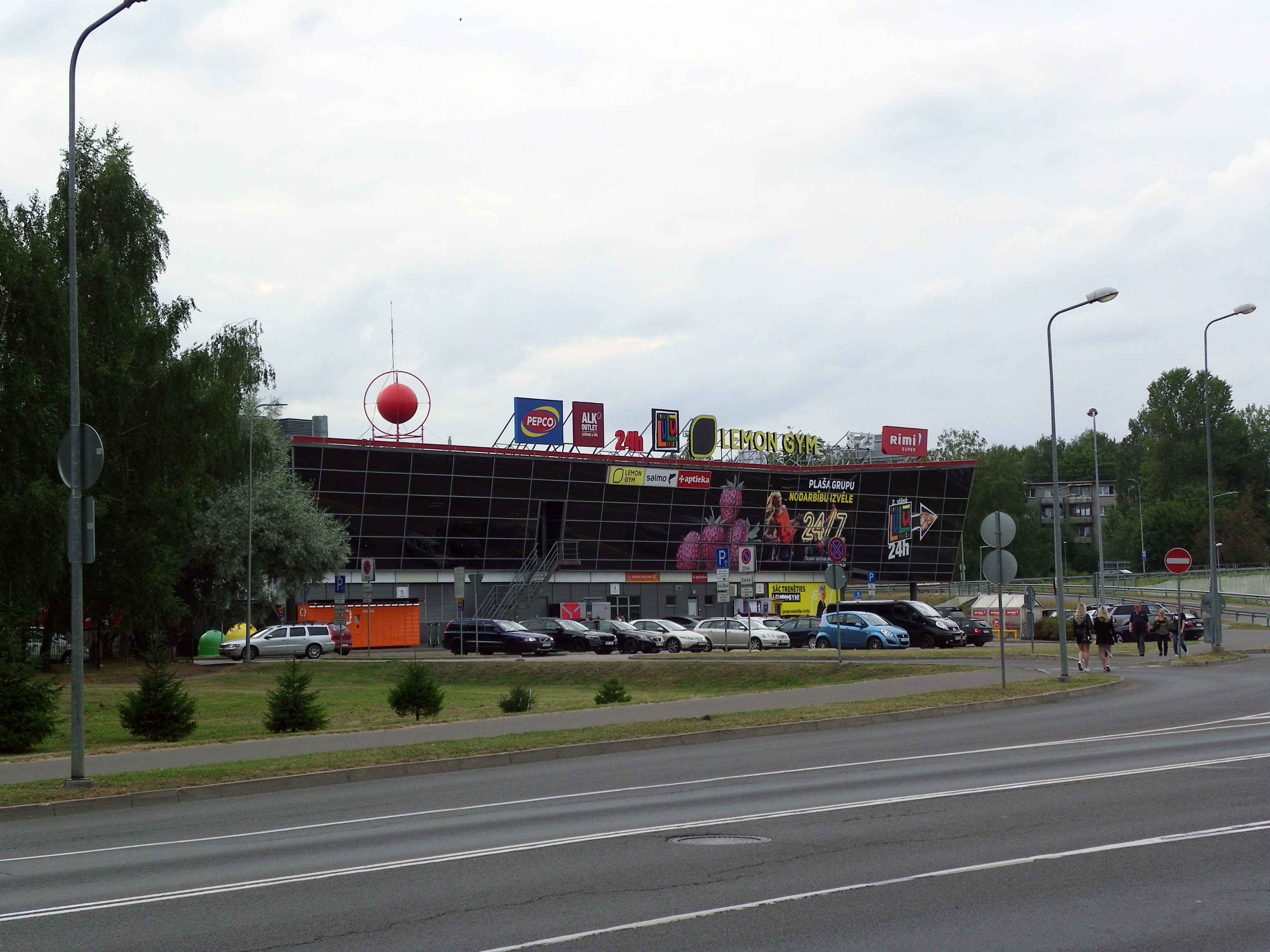
Centrum handlowe Jugla
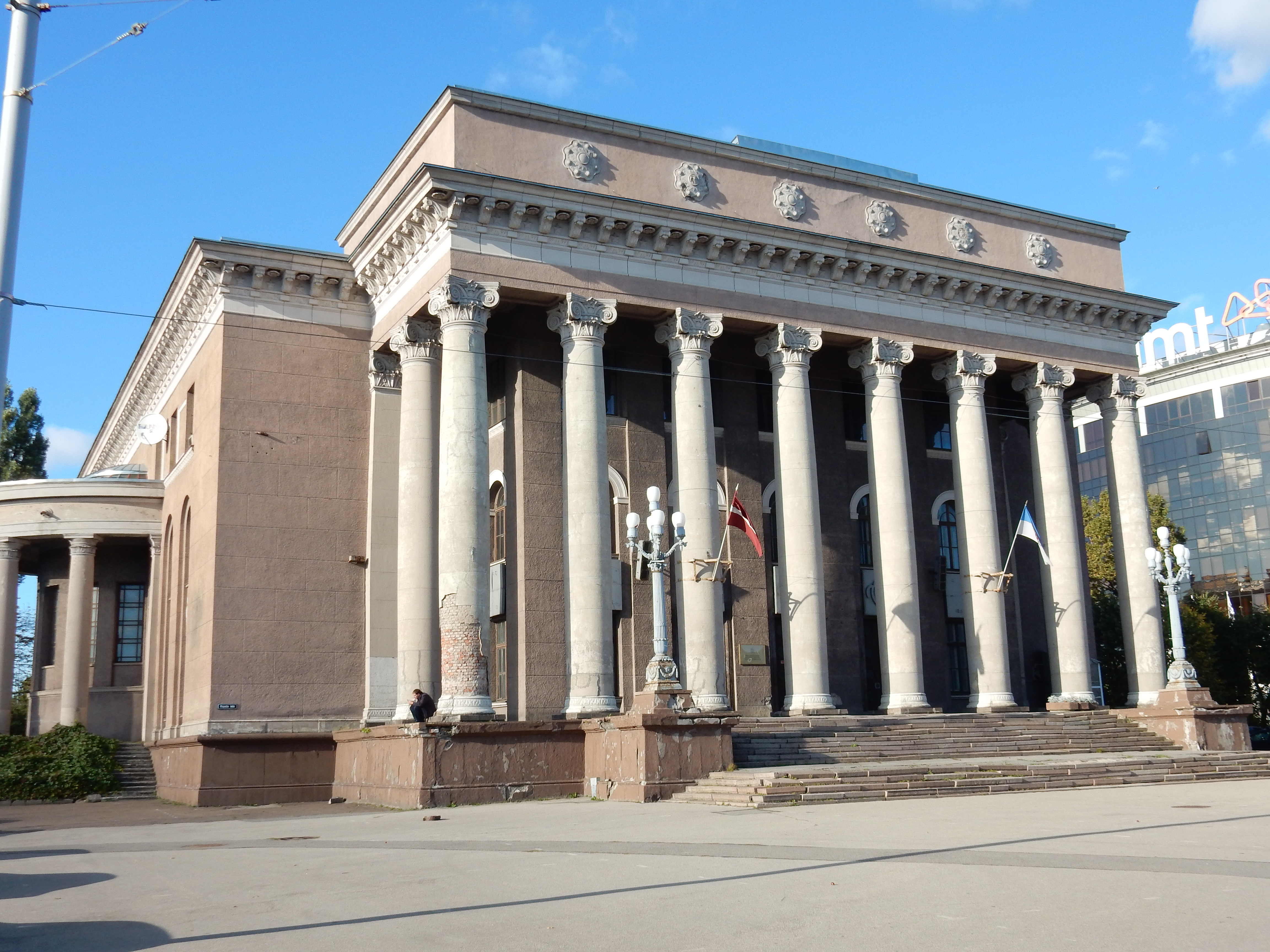
Pałac kultury w Bukulti